# Беренд-Коринт, Шарлотта
Шарлотта Беренд-Коринт (нем. Charlotte Berend-Corinth; 25 мая 1880, Берлин — 10 января 1967, Нью-Йорк) — немецкая художница, мемуаристка, жена и модель Ловиса Коринта.

## Биография
Училась при Берлинском музее прикладного искусства, затем в частной школе Ловиса Коринта. В 1903 вышла замуж за Коринта, родила ему сына и дочь.

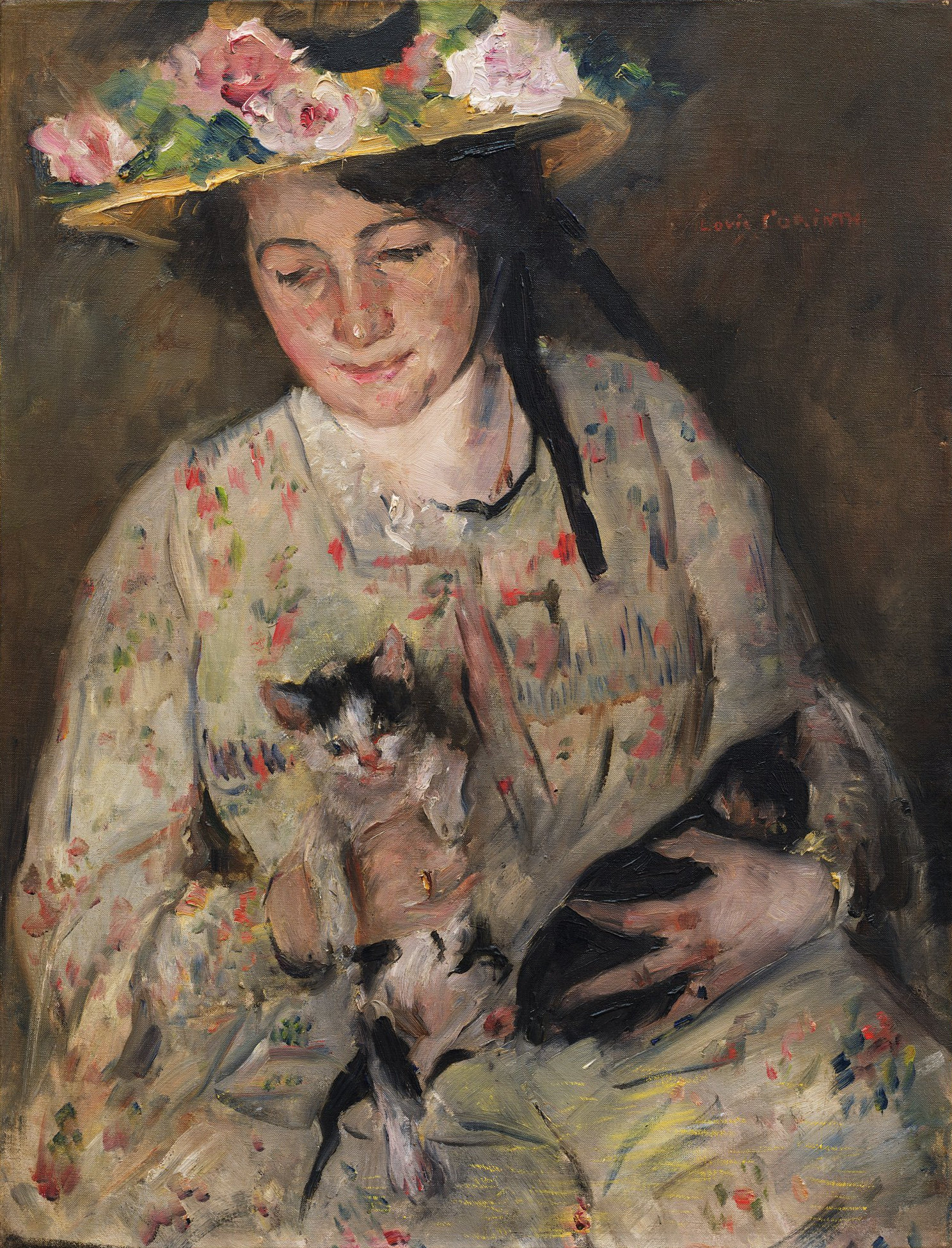
Ловис Коринт. Молодая женщина с кошками, 1904

С 1906 выставляла свои работы вместе с Берлинским сецессионом, в 1912 стала его членом. Выступала как портретистка (среди её работ — портрет актёра Вернера Крауса) и художница книги, в том числе, была иллюстратором Валески Герт.
В 1933 эмигрировала с детьми в США. В 1958 опубликовала полное собрание произведений Ловиса Коринта, по сей день служащее основой издания его работ.

## Мемуарные книги
- Mein Leben mit Lovis Corinth (1947)
- Als ich ein Kind war (1950)